# Coupe des clubs champions européens de futsal 1987-1988
Navigation
1986-1987 1988-1989
La Coupe des champions de futsal 1987-1988 est la troisième édition de la Coupe des clubs champions européens de futsal. Le tournoi a lieu du 15 au 17 janvier 1988 à Velenje et voit quatre clubs s'affronter.
La compétition est disputée sous forme de groupe où chaque équipe s'affronte. Les belges du ZVK Ford Genk remportent leurs trois rencontres et s'adjugent le titre européen.

## Organisation

### Lieu, format et encadrement
La compétition est disputée à Velenje, en Yougoslavie, et attire 3 000 spectateurs.
Pour cette quatrième édition, le format est modifié pour la deuxième fois de suite. Le nombre de participants revient à quatre clubs qui s'affrontent maintenant en tournoi toutes rondes sur trois jours (contre élimination directe en deux jours en 1984 et 1985, puis passage à six clubs avec deux manches en 1986).
La compétition est coordonnée par un délégué de la FIFA, le hongrois Gyula Szepesi, qui constitue le premier lien connu entre l'instance internationale du football et la Coupe des clubs champions européens. Les matchs sont arbitrés par quatre officiels yougoslaves : Sostaric, Bezjak, Komadinic, Jokic.

### Clubs participants et effectifs
Pour la première fois, le tenant du titre ne prend pas part à la compétition. Quatre champions nationaux sont invités et s'affrontent pour le titre de meilleur club d'Europe : les belges du ZVK Ford Genk, les hollandais du FC Kras Boys, les hongrois de Keszthely et les italiens du Marino Calcetto,.
Seuls les Kras Boys ont déjà participé à la compétition, à deux reprises (1985 et 1987), et sont finalistes de la première édition.
| Club            | Qualification         | Nbr participations | Effectif,                                                                                     |
| --------------- | --------------------- | ------------------ | --------------------------------------------------------------------------------------------- |
| ZVK Ford Genk   | champion de Belgique  | 1re                | Arampatzis, Seyeh, Maes, Reul, Weydisch, Balsani, Cagliardi, Locomsole, Srits.                |
| FC Kras Boys    | champion des Pays-Bas | 3e                 | Veerman, D. Kes, D. De Boer, Kwalman, Zwarthoet, Molenaar, Klouwer, T. Kes, G. De Boer.       |
| Keszthely       | champion de Hongrie   | 1re                | Nemeth, Haiba, Sobestyien, K. Nemeth, Kocsis, Niul, Kila, Bal, Kiss, Galantai, Cziraki.       |
| Marino Calcetto | champion d'Italie     | 1re                | Campani, Bartolozzi, Di Bernardini, Moretti, Faiola, Gallotti, Santorrelli, Vagnoni, Barcita. |

## Compétition

### Résultats
| 15 janvier 1988 | Keszthely | 5 - 1 | Marino Calcetto |  |  |
|                 |           |       |                 |  |  |

|  | Kras Boys | 0 - 4 | ZVK Ford Genk |  |  |
|  |           |       |               |  |  |

| 16 janvier 1988 | Marino Calcetto | 1 - 5 | ZVK Ford Genk |  |  |
|                 |                 |       |               |  |  |

|  | Keszthely | 3 - 8 | Kras Boys |  |  |
|  |           |       |           |  |  |

| 17 janvier 1988 | ZVK Ford Genk | 3 - 1 | Keszthely |  |  |
|                 |               |       |           |  |  |

|  | Kras Boys | 4 - 2 | Marino Calcetto |  |  |
|  |           |       |                 |  |  |

### Classement final
| Rang | Équipe          | Pts | J | G | N | P | Bp | Bc | Diff |
| ---- | --------------- | --- | - | - | - | - | -- | -- | ---- |
| 1    | ZVK Ford Genk   | 9   | 3 | 3 | 0 | 0 | 12 | 2  | +10  |
| 2    | FC Kras Boys    | 6   | 3 | 2 | 0 | 1 | 12 | 9  | +3   |
| 3    | Keszthely       | 3   | 3 | 1 | 0 | 2 | 9  | 12 | -3   |
| 4    | Marino Calcetto | 0   | 3 | 0 | 0 | 3 | 4  | 14 | -10  |